# Spodoptera tasmanica
Spodoptera tasmanica är en fjärilsart som beskrevs av Achille Guenée 1852. Spodoptera tasmanica ingår i släktet Spodoptera och familjen nattflyn. Inga underarter finns listade i Catalogue of Life.